# Beaulieu-sous-Parthenay
Beaulieu-sous-Parthenay ist eine französische Gemeinde mit 676 Einwohnern (Stand: 1. Januar 2022) im Département Deux-Sèvres in der Region Nouvelle-Aquitaine. Sie gehört zum Arrondissement Parthenay und zum Kanton La Gâtine. Die Einwohner werden Bellilocéens genannt.

## Geographie

### Lage
Beaulieu-sous-Parthenay liegt etwa acht Kilometer südlich von Parthenay und 33 Kilometer nordöstlich von Niort. An der südlichen Gemeindegrenze verläuft die Vonne, im Nordwesten die Viette.

### Nachbargemeinden
Beaulieu-sous-Parthenay ist umgeben von den Nachbargemeinden Pompaire im Norden, La Chapelle-Bertrand im Norden und Nordosten, Saint-Martin-du-Fouilloux im Osten, Vausseroux im Osten und Südosten, Reffannes im Süden, Saint-Lin im Süden und Südwesten, Vouhé im Westen und Südwesten sowie Saint-Pardoux-Soutiers im Nordwesten.

### Klima
| Klimadaten für den Zeitraum von 1971 bis 2000 - Durchschnittliche Jahrestemperatur: 11,4 °C - Anzahl der Tage mit einer Temperatur unter - 5 °C: 1,8 - Anzahl der Tage mit einer Temperatur über +30 °C: 4,3 - Durchschnittliche Jahresniederschlagsmenge: 951 mm - Anzahl der Niederschlagstage im Januar: 12,9 - Anzahl der Niederschlagstage im Juli: 7,5 |

## Bevölkerungsentwicklung
| 1793 | 1800 | 1806 | 1821 | 1831 | 1836 | 1841 | 1846 | 1851 |
| ---- | ---- | ---- | ---- | ---- | ---- | ---- | ---- | ---- |
| 800  | 925  | 730  | 916  | 990  | 924  | 867  | 871  | 874  |

| 1856 | 1861 | 1866 | 1872 | 1876 | 1881 | 1886 | 1891 | 1896 |
| ---- | ---- | ---- | ---- | ---- | ---- | ---- | ---- | ---- |
| 871  | 839  | 853  | 840  | 849  | 900  | 985  | 953  | 984  |

| 1901 | 1906 | 1911 | 1921 | 1926 | 1931 | 1936 | 1946 | 1954 |
| ---- | ---- | ---- | ---- | ---- | ---- | ---- | ---- | ---- |
| 1037 | 1046 | 1030 | 860  | 796  | 755  | 738  | 700  | 679  |

| 1962 | 1968 | 1975 | 1982 | 1990 | 1999 | 2006 | 2011 | 2016 |
| ---- | ---- | ---- | ---- | ---- | ---- | ---- | ---- | ---- |
| 650  | 575  | 533  | 584  | 591  | 623  | 638  | 671  | 675  |

| 2020 | -- | -- | -- | -- | -- | -- | -- | -- |
| ---- | -- | -- | -- | -- | -- | -- | -- | -- |
| 668  |    |    |    |    |    |    |    |    |

| Quellen: Cassini de l'EHESS für die Zahlen bis 1962, INSEE ab 1968 (Bevölkerung ohne doppelten Wohnsitz und aus dem Gemeindegebiet ab 2006) |

## Sehenswürdigkeiten
- Kirche Saint-Benoît aus dem 12. Jahrhundert mit Umbauten aus dem 17. Jahrhundert
- Alte Kapelle Saint-Clodoalt aus dem 17. Jahrhundert
- Reste der Priorei Fontevriste aus dem 17. Jahrhundert
- Schloss La Guyonnière aus dem 14. Jahrhundert, seit 1986 Monument historique

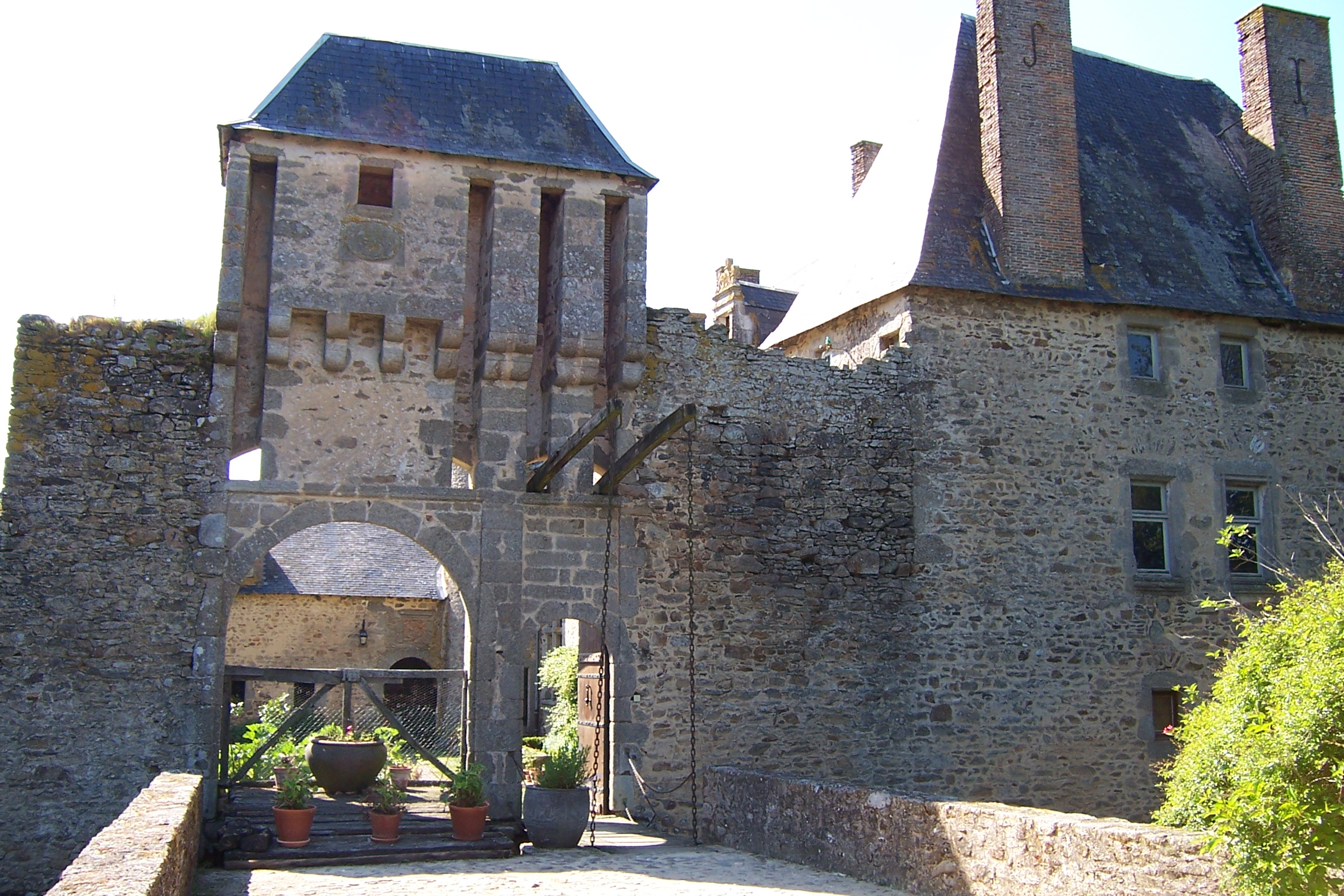
Schloss La Guyonnière